# KKP Bydgoszcz

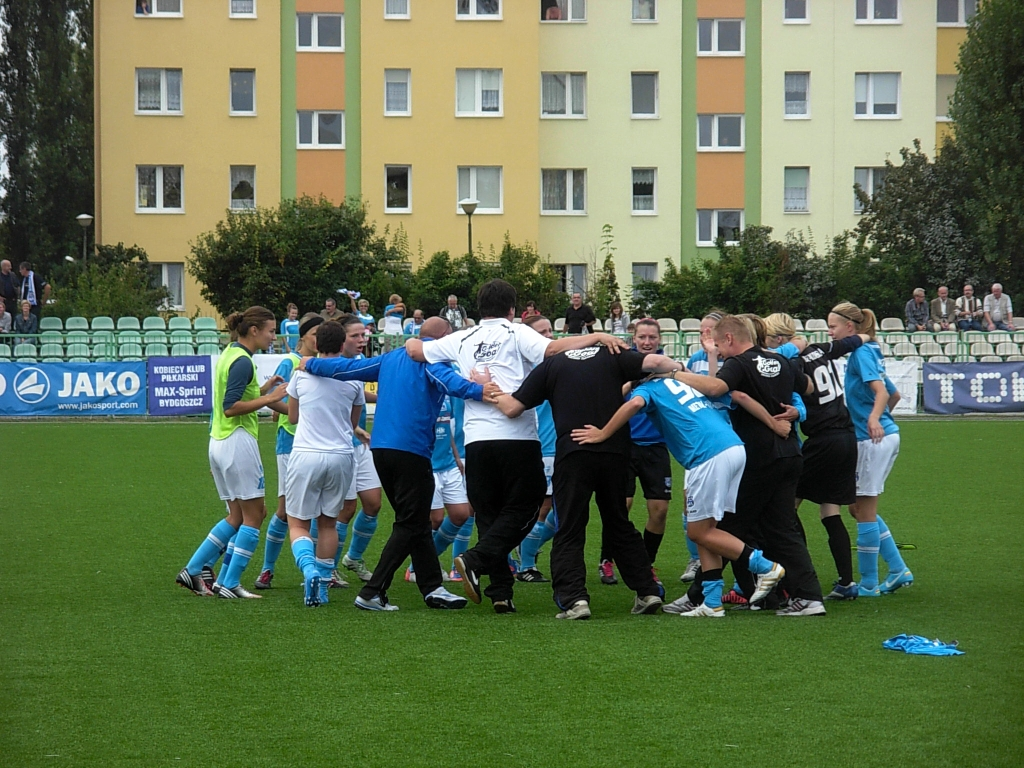
Po meczu z zespołem AZS UJ Kraków we wrześniu 2012

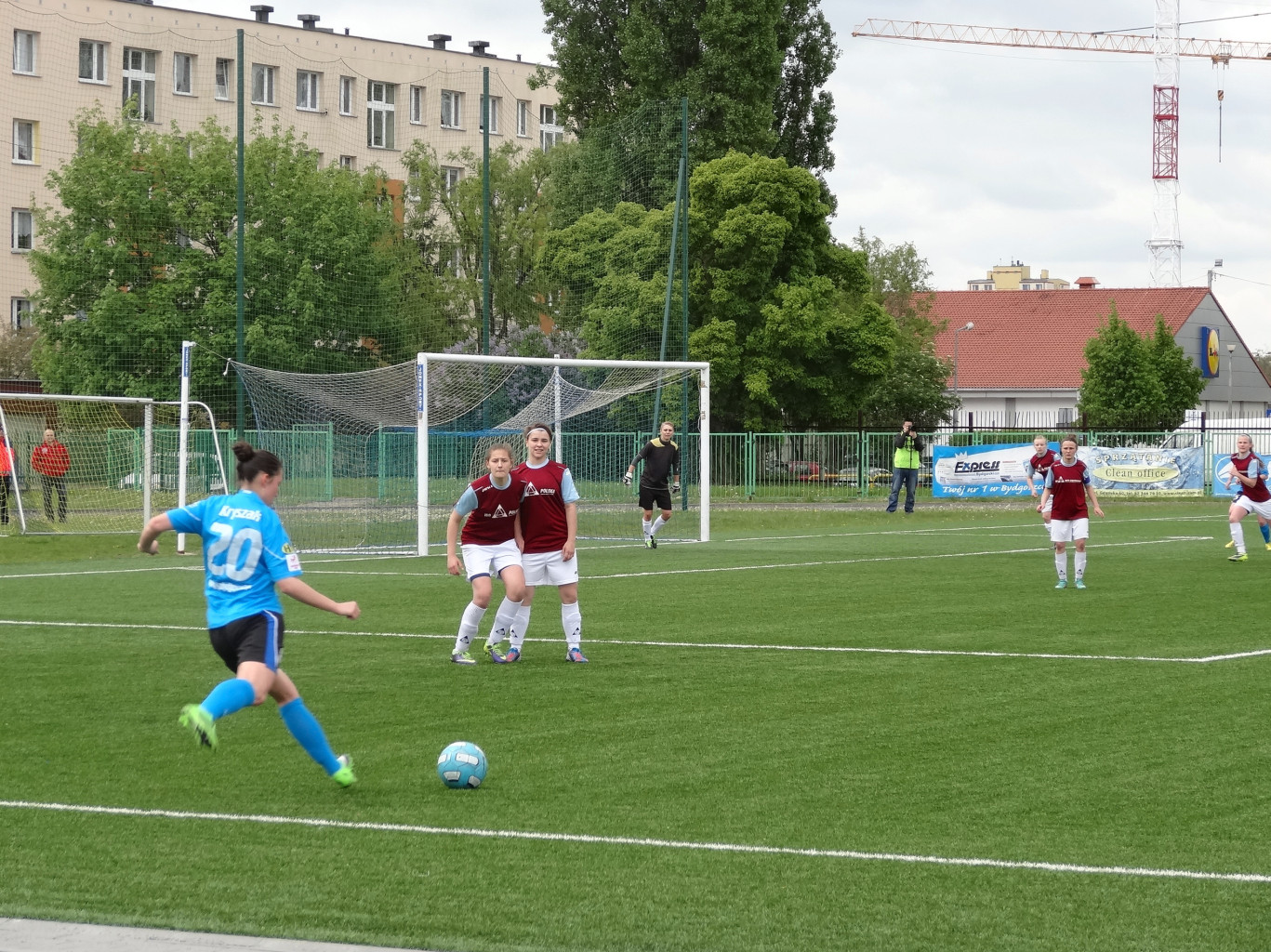
Mecz ekstraklasy piłki nożnej kobiet KKP Bydgoszcz - Gol Częstochowa na stadionie TKKF przy ul. Słowiańskiej w Bydgoszczy, 4 maja 2014

Sportis KKP Bydgoszcz – kobiecy klub piłkarski występujący w sezonie 2024/2025 w I lidze.

## Charakterystyka
Kobiecy Klub Piłkarski Bydgoszcz jest jednosekcyjnym klubem sportowym, specjalizującym się w piłce nożnej kobiet. Zespoły KKP i KKP II uczestniczą w rozgrywkach piłkarskich: I lidze PZPN i III lidze K-PZPN. Klub prowadzi nabór dziewcząt m.in. w Gimnazjum nr 6 Mistrzostwa Sportowego w Bydgoszczy oraz współpracuje z Kobiecą Akademią Piłkarską Golden Goal w Bydgoszczy. Siedziba klubu znajduje się na Stadionie Miejskim TKKF Bydgoszcz im. Eugeniusza Połtyna przy ul. Słowiańskiej.

## Historia
W 2002 roku w klubie Brda Bydgoszcz założono pierwszą w mieście kobiecą drużynę piłkarską, która uczestniczyła w rozgrywkach II ligi wielkopolskiej, a sezonie 2006/2007 awansowała do I ligi. Trudności finansowe i organizacyjne w klubie Brda (w 2008 dokonano ostatecznej likwidacji klubu) były przyczyną oddania piłkarskiej sekcji kobiecej do nowo powstałego Kobiecego Klubu Piłkarskiego Golden Goal Bydgoszcz 24 sierpnia 2007 roku. Pierwszym prezesem klubu został Paweł Straszewski. Po spadku w 2007 do II ligi, przystąpiono do stopniowej odbudowy zespołu na mocnych podstawach finansowych i organizacyjnych. W 2009 roku uzyskano awans do I ligi (grupa północna), w 2010 zespół uczestniczył w barażach o wejście do ekstraligi, a w 2011 awansował z pierwszego miejsca do ekstraligi piłki nożnej kobiet. Od grudnia roku 2010, w wyniku zmiany sponsora tytularnego, zespół nosił nazwę KKP MAX-Sprint Bydgoszcz. Rosnąca kadra klubu (50 zawodniczek) umożliwiła zgłoszenie w 2010 do rozgrywek III ligi kujawsko-pomorskiej drugi zespół KKP Bydgoszcz. Wiosną 2011 juniorki KKP zadebiutowały w Mistrzostwach Polski i od razu awansowały do finału tych rozgrywek, gdzie ostatecznie zajęły 6. miejsce.
13 sierpnia 2011 KKP MAX-Sprint Bydgoszcz zadebiutował w ekstralidze, osiągając zwycięstwo 3:1 nad Mitechem Żywiec. W sumie klub spędził w ekstralidze 5 sezonów, w latach 2012-2014 osiągając 7. miejsca. KKP kilkukrotnie awansował do ćwierćfinału (2011-2014), a w 2015 roku – do półfinału Pucharu Polski kobiet. Sukcesy odnosiły także juniorki i zespół rezerw. W sezonie 2011/2012 KKP II uzyskał awans do II ligi wielkopolskiej, a w grudniu 2012 roku klub został Halowym Mistrzem Polski Juniorek, wygrywając wszystkie spotkania podczas turnieju rozgrywanym w Sosnowcu. Począwszy od 2015 zanotowano stopniową obniżkę poziomu sportowego seniorek. W sezonie 2015/16 klub spadł do I ligi.
w 2020 r. KKP Bydgoszcz połączył się z męskim klubem piłkarskim Sportis SFC S. Po tej zmianie zespół kobiecy nosi nazwę Sportis KKP Bydgoszcz.

### Prezesi
- 2007-2010 – Paweł Straszewski
- 2010-2017 – Krzysztof Wodziński
- od 2017 – Szymon Kowalik[4]

## Baza sportowa
Od początku powstania klub korzystał ze Stadionu Miejskiego TKKF Bydgoszcz im. Eugeniusza Połtyna przy ul. Słowiańskiej. Obiekt w latach 60., 70. i 80. był użytkowany przez sportowców BKS Bydgoszcz, a w 1990 przekazany TKKF. Posiada boisko piłkarskie otoczone bieżnią lekkoatletyczną i trybuną; dysponuje sztucznym oświetleniem i budynkiem klubowym. W lipcu 2014 magistrat Bydgoszczy przekazał stadion w zarząd KKP Bydgoszcz. Na stadionie okazjonalnie rozgrywali mecze piłkarze Zawiszy (2007/2008) i Polonii Bydgoszcz (2012/2013).

## Sukcesy
- seniorki KKP Bydgoszcz:
  - 7. miejsce w ekstralidze (sezony 2011/2012, 2012/2013, 2013/2014)
  - awans do półfinału Pucharu Polski (2014/2015), awans do ćwierćfinału Pucharu Polski (2010/2011, 2012/2013), 2013/2014))
- zespół rezerw KKP II Bydgoszcz
  - awans do II ligi kobiet (2011/2012)
  - awans do ćwierćfinału Pucharu Polski (2011/2012)
- juniorki
  - Halowe Mistrzostwo Polski Juniorek do lat 19 (2012/2013),
  - 4. miejsce w finale Mistrzostw Polski Juniorek (2012/2013, 2013/2014)
  - Halowe Mistrzostwo Województwa Kujawsko-Pomorskiego Juniorek Młodszych (2015/2016)

## Występy KKP w polskiej lidze
| Sezon   | Liga                   | Miejsce | Mecze | Z  | R | P  | Bilans bramkowy | Punkty | Uwagi                                 |
| 2003/04 | II liga (wielkopolska) | 5       | 16    | 8  | 3 | 5  | 56:27           | 27     | jako Brda Bydgoszcz                   |
| 2004/05 | II liga (wielkopolska) | 3       | 10    | 4  | 4 | 2  | 26:13           | 16     | jako Brda Bydgoszcz                   |
| 2005/06 | II liga (wielkopolska) | złoto   | 10    | 10 | 0 | 0  | 58:3            | 30     | jako Brda Bydgoszcz awans do I ligi   |
| 2006/07 | I liga (gr. zachodnia) | 6       | 20    | 3  | 2 | 15 | 24:56           | 11     | jako Brda Bydgoszcz, debiut w I lidze |
| 2007/08 | I liga (gr. północna)  | 8       | 14    | 1  | 2 | 11 | 7:48            | 5      | spadek do II ligi                     |
| 2008/09 | II liga (wielkopolska) | złoto   |       |    |   |    |                 |        | awans do I ligi                       |
| 2009/10 | I liga (gr. północna)  | 3       | 16    | 9  | 2 | 5  | 43:25           | 29     |                                       |
| 2010/11 | I liga (gr. zachodnia) | złoto   | 18    | 14 | 1 | 3  | 49:13           | 43     | awans do ekstraligi                   |
| 2011/12 | Ekstraliga             | 7       | 18    | 5  | 2 | 11 | 16:54           | 17     | debiut w ekstralidze                  |
| 2012/13 | Ekstraliga             | 7       | 18    | 5  | 2 | 11 | 25:41           | 17     |                                       |
| 2013/14 | Ekstraliga             | 7       | 18    | 4  | 5 | 9  | 21:40           | 17     |                                       |
| 2014/15 | Ekstraliga             | 9       | 22    | 5  | 4 | 13 | 20:49           | 19     |                                       |
| 2015/16 | Ekstraliga             | 12      | 27    | 2  | 6 | 19 | 14:52           | 12     | spadek do I ligi                      |
| 2016/17 | I liga (gr. północna)  | 5       | 18    | 6  | 8 | 4  | 29:14           | 26     |                                       |

źródło: www

## Kadra

### 2016/2017
| Nr           | Zawodniczka           | Data urodzenia |           |           |
| Bramkarki    | Bramkarki             | Bramkarki      | Bramkarki | Bramkarki |
| ------------ | --------------------- | -------------- | --------- | --------- |
|              | Daria Granowska       | 08.05.1991     |           |           |
|              | Kamila Rosińska       | 27.02.1987     |           |           |
| Obrończynie  |                       |                |           |           |
|              | Joanna Daleszczyk     | 23.03.1990     |           |           |
|              | Anna Pawłowska        | 26.04.1992     |           |           |
|              | Paulina Wierzbowska   | 04.09.2000     |           |           |
|              | Joanna Dudek          | 16.06.1997     |           |           |
|              | Anna Lewandowska      | 10.03.1990     |           |           |
|              | Monika Kaźmierczak    | 22.04.1994     |           |           |
|              | Weronika Andrzejewska | 10.06.1998     |           |           |
| Pomocniczki  |                       |                |           |           |
|              | Magdalena Kałuzińska  | 19.08.1993     |           |           |
|              | Karolina Pancek       | 30.10.1989     |           |           |
|              | Klaudia Wawer         | 14.08.1996     |           |           |
|              | Ilona Raczkowska      | 18.08.1995     |           |           |
|              | Daria Gugała          | 11.12.2000     |           |           |
|              | Marta Ossowska        | 23.07.1998     |           |           |
|              | Wiktoria Warszawska   | 08.03.1999     |           |           |
| Napastniczki |                       |                |           |           |
|              | Kornelia Okoniewska   | 29.04.1997     |           |           |
|              | Edyta Sobczyk         | 19.07.2000     |           |           |
|              | Agata Stępień         | 29.09.1984     |           |           |

### 2015/2016 (sezon wiosenny)
| Nr           | Zawodniczka           | Data urodzenia |           |           |
| Bramkarki    | Bramkarki             | Bramkarki      | Bramkarki | Bramkarki |
| ------------ | --------------------- | -------------- | --------- | --------- |
|              | Anna Palińska         | 10.10.1994     |           |           |
|              | Kamila Rosińska       | 27.02.1987     |           |           |
| Obrończynie  |                       |                |           |           |
|              | Joanna Daleszczyk     | 23.03.1990     |           |           |
|              | Anna Pawłowska        | 26.04.1992     |           |           |
|              | Paulina Krępeć        | 25.03.1997     |           |           |
|              | Joanna Dudek          | 16.06.1997     |           |           |
|              | Anna Lewandowska      | 10.03.1990     |           |           |
|              | Monika Kaźmierczak    | 22.04.1994     |           |           |
|              | Weronika Andrzejewska | 10.06.1998     |           |           |
| Pomocniczki  |                       |                |           |           |
|              | Dominika Łuczak       | 04.12.1997     |           |           |
|              | Oliwia Siemińska      | 02.05.1998     |           |           |
|              | Magdalena Kałuzińska  | 19.08.1993     |           |           |
|              | Karolina Pancek       | 30.10.1989     |           |           |
|              | Klaudia Wawer         | 14.08.1996     |           |           |
|              | Ilona Raczkowska      | 18.08.1995     |           |           |
|              | Justyna Siwek         | 30.07.1989     |           |           |
|              | Marta Ossowska        | 23.07.1998     |           |           |
|              | Wiktoria Warszawska   | 08.03.1999     |           |           |
| Napastniczki |                       |                |           |           |
|              | Kornelia Okoniewska   | 29.04.1997     |           |           |
|              | Adrianna Szlendak     | 07.11.1993     |           |           |
|              | Edyta Sobczyk         | 19.07.2000     |           |           |

źródło: Oficjalna strona klubu